# Palazzo Carafa della Spina
Palazzo Carafa della Spina je povijesna palača koja se nalazi na Via Benedetto Croce broj 45, (dio Via Spaccanapoli) u četvrti San Giuseppe u Napulju, Italija. Nalazi se između Piazze Gesu Nuovo i Piazze San Domenico Maggiore. Palača je nekoć pripadala ogranku obitelji Carafa.
Zgrada je također bila poznata kao Palača Fabrizija Carafe, princa od Butere i Roccelle, koju je kasnije naslijedio Carlo Maria Carafa, poznat kao dio kavalkade koja je donijela Kinu ili danak Napulju papi Inocentu XI, i pokrovitelj Kapela Carafa u San Domenico Maggiore.
U 16. stoljeću član obitelji Carafa della Spina kupio je palaču na ovom mjestu, a obnovljena je u prvoj polovici 17. stoljeća, vjerojatno uz pomoć arhitekta Domenica Fontane. Palaču je u 18. stoljeću rekonstruirao arhitekt Martino Buonocore.
Razrađeni barokni portal izrađen od stijene piperno, stvara veličanstven ulaz u dvorište. Na vrhu portala dva satira služe kao telamoni koji podupiru balkon i drže heraldički štit obitelji Carafa. Dalje ispod su dvije bočne maske i piloni s lavljim glavama. Portal i unutarnje stubište pripisuju se Ferdinandu Sanfeliceu.

## Vanjske poveznice
|  | Zajednički poslužitelj ima još gradiva o temi Palazzo Carafa della Spina |